# Gian lận

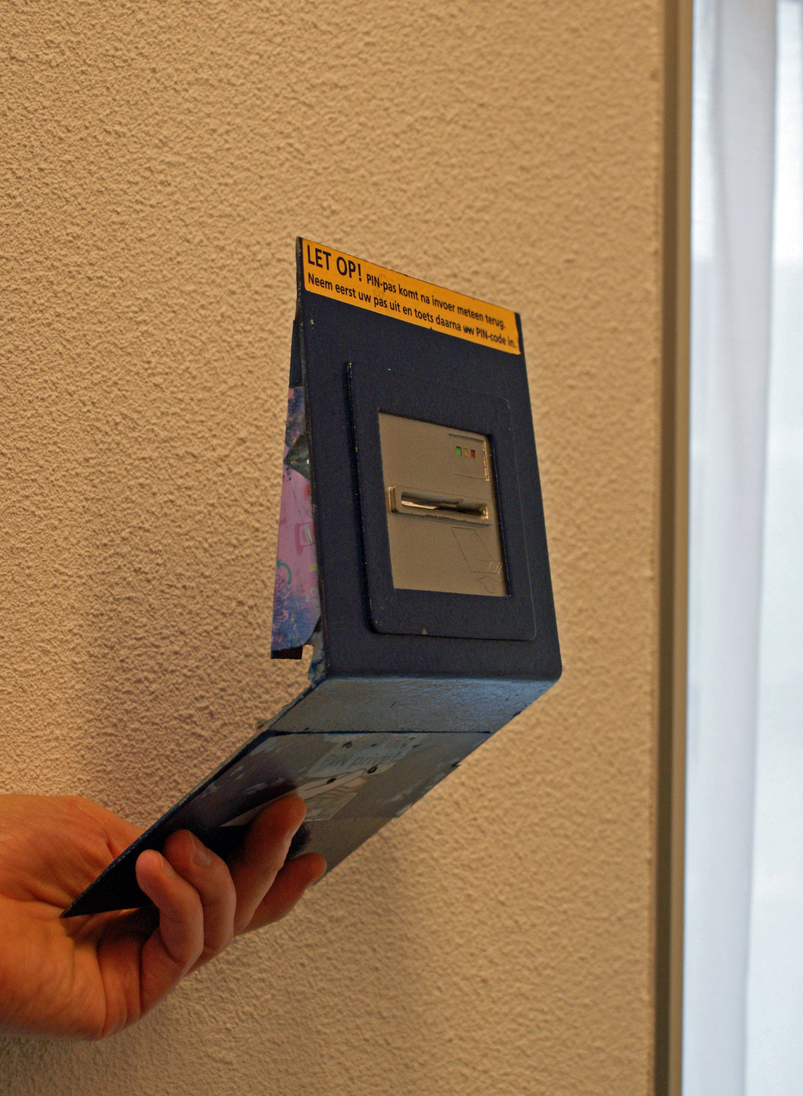
Một khe rút tiền tự động giả được sử dụng để thực hiện hành vi gian lận ngân hàng đối với khách hàng của ngân hàng.

Trong luật pháp, gian lận là lừa dối có chủ đích để bảo đảm lợi ích không công bằng hoặc bất hợp pháp, hoặc tước đi quyền hợp pháp của nạn nhân. Gian lận có thể vi phạm luật dân sự (nghĩa là nạn nhân lừa đảo có thể kiện thủ phạm lừa đảo để tránh gian lận hoặc thu hồi tiền bồi thường), luật hình sự (nghĩa là thủ phạm lừa đảo có thể bị chính quyền chính phủ truy tố và bỏ tù), hoặc có thể không gây ra mất tiền, tài sản hoặc quyền hợp pháp nhưng vẫn là một yếu tố của một sai phạm dân sự hoặc hình sự khác. Mục đích của gian lận có thể là lợi ích tiền tệ hoặc các lợi ích khác, ví dụ như lấy hộ chiếu, giấy thông hành hoặc bằng lái xe, hoặc gian lận thế chấp, trong đó thủ phạm có thể cố gắng có đủ điều kiện để thế chấp bằng cách khai báo sai sự thật.
Một trò lừa bịp là một khái niệm khác biệt liên quan đến sự lừa dối có chú ý mà không có ý định đạt được hoặc gây thiệt hại về vật chất hoặc làm nạn nhân mất mát.

## Như một sai phạm về dân sự
Tại các nước thông luật, như một sai lầm dân sự, gian lận là một sai lầm cá nhân. Mặc dù các định nghĩa và yêu cầu chính xác của bằng chứng khác nhau giữa các khu vực pháp lý, các yếu tố cần thiết của lừa đảo như một sự tra tấn nói chung là sự xuyên tạc có chủ ý hoặc che giấu một sự thật quan trọng mà nạn nhân có ý định dựa vào, và thực tế là dựa vào tác hại của nạn nhân. Chứng minh sự gian lận trong một tòa án của pháp luật thường được cho là khó khăn.     Khó khăn đó được tìm thấy, ví dụ, trong đó mỗi yếu tố gian lận phải được chứng minh, rằng các yếu tố bao gồm chứng minh trạng thái tâm trí của hung thủ và nạn nhân, và một số khu vực pháp lý yêu cầu nạn nhân để chứng minh sự gian lận bằng những bằng chứng rõ ràng và thuyết phục.  
Các biện pháp khắc phục gian lận có thể bao gồm giải cứu (nghĩa là đảo ngược) một thỏa thuận hoặc giao dịch gian lận, thu hồi giải thưởng tiền tệ để bồi thường thiệt hại gây ra, thiệt hại trừng phạt để trừng phạt hoặc ngăn chặn hành vi sai trái và có thể ngăn chặn những người khác. 
Trong các trường hợp của một hợp đồng gian lận gây ra, gian lận có thể phục vụ như là một biện pháp bảo vệ trong một vụ kiện dân sự vì vi phạm hợp đồng hoặc thực hiện cụ thể của hợp đồng.
Gian lận có thể làm cơ sở cho một tòa án để đưa ra thẩm quyền công bằng của nó.